# دیوید سلوود

دیوید سلوود

دیوید گرن‌ویل جان سلوود (به انگلیسی: David Grenville John Sellwood) (متولد 1925 - متوفی 2012) رئیس جامعه سکه‌شناسی سلطنتی در پلی‌تکنیک کینگستون است 
او جز نویسندگان تاریخ ایران کمبریج بوده است